# Puolankajärvi
Puolankajärvi är en sjö i Finland. Den ligger i kommunen Puolango i landskapet Kajanaland, i den centrala delen av landet, 500 km norr om huvudstaden Helsingfors. Puolankajärvi ligger 150,2 meter över havet. Den är 19,1 meter djup. Arean är 2,99 kvadratkilometer och strandlinjen är 11,14 kilometer lång. Sjön  ingår i Kiminge älvs huvudavrinningsområde.   
I övrigt finns följande i Puolankajärvi:
- Selkäsaari (en ö)

Följande samhällen ligger vid Puolankajärvi:
- Puolango (3 304 invånare)

I övrigt finns följande vid Puolankajärvi:
- Kivarijärvi (en sjö)
- Luetlahti (en sjö)
- Puutiojärvi (en sjö)